# Ostratice
Ostratice es un municipio del distrito de Partizánske en la región de Trenčín, Eslovaquia, con una población estimada a final del año 2024 de 779 habitantes.
Se encuentra ubicado al sur de la región, cerca del río Nitra (cuenca hidrográfica del Danubio) y de la frontera con la región de Nitra.

## Demografía
| Año        | 1994 | 2004    | 2014    | 2024    |
| ---------- | ---- | ------- | ------- | ------- |
| Población  | 758  | 802     | 837     | 779     |
| Diferencia |      | +5,80 % | +4,36 % | −6,92 % |

| Año        | 2023 | 2024    |
| ---------- | ---- | ------- |
| Población  | 790  | 779     |
| Diferencia |      | −1,39 % |